# 麥花臣匯

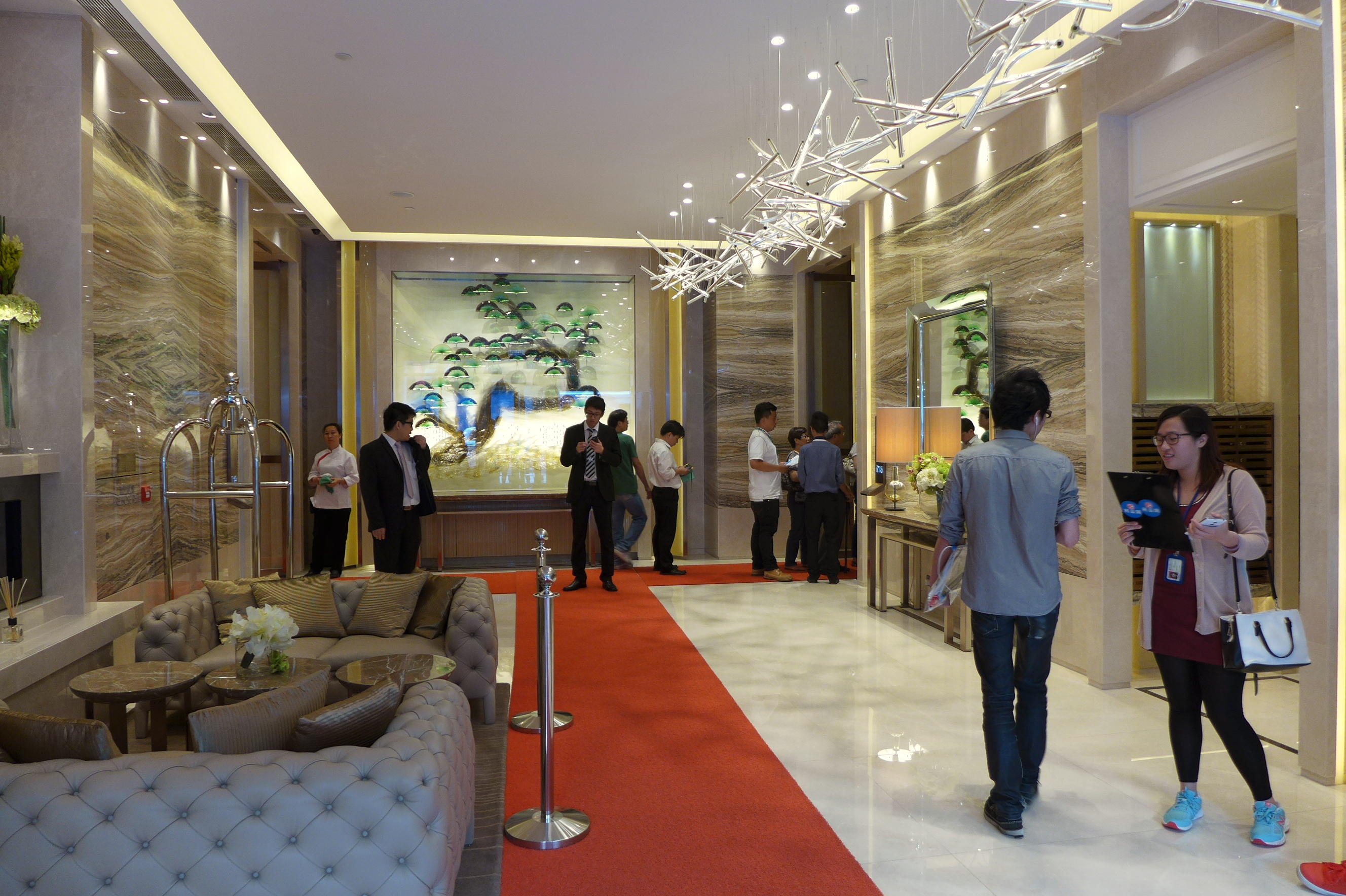
住宅入口大堂

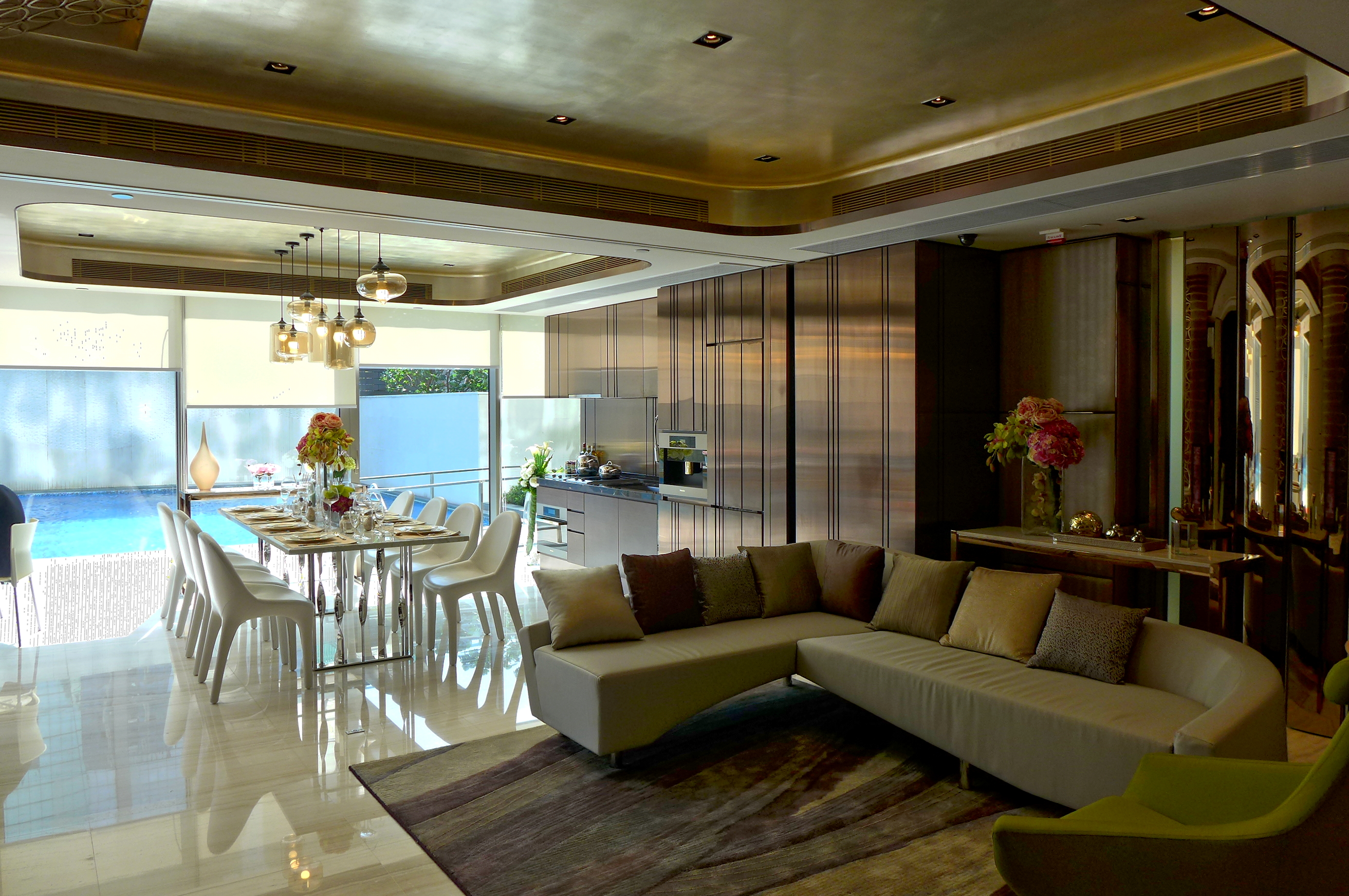
住客會所

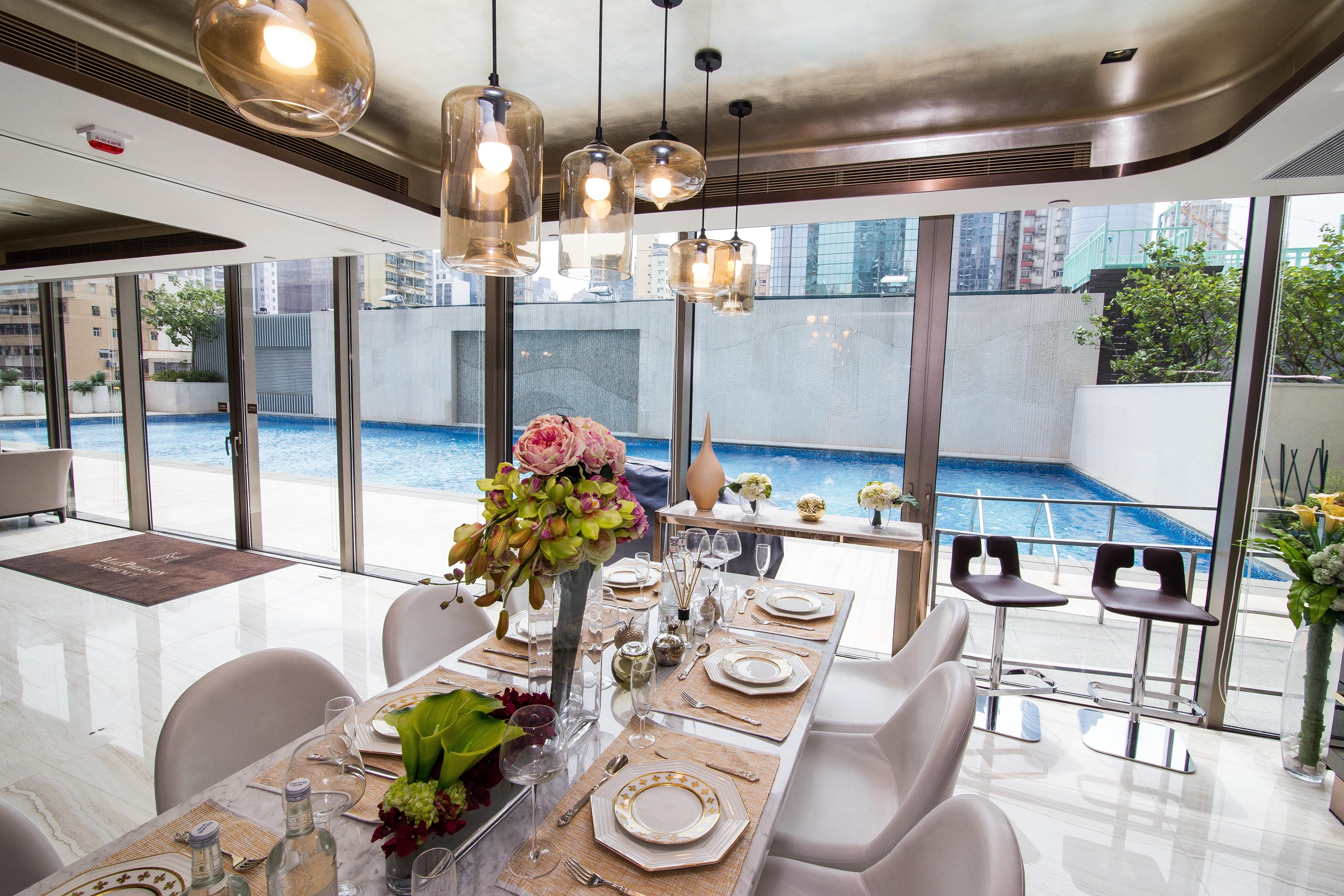
MacPherson clubhouse

麥花臣匯（英語：MacPherson Place）位於香港九龍旺角奶路臣街38號，為九龍建業、市區重建局及香港遊樂場協會合作發展的項目，位處九龍市中心，鄰近港鐵旺角站及旺角東站。項目前身為麥花臣室內場館，於2008年推出項目招標，重建後成為城中大型綜合式地標項目，匯集麥花臣場館、青少年中心、商場及住宅於一身，故項目命名為「MacPherson Place麥花臣匯」。項目由1幢30層高（在一層地庫及五層基座上）建築組成，住宅部份「MacPherson Residence」共提供293個住宅單位，在2014年竣工入伙，屬現樓項目。

## 建築設計
整個項目的項目建築師為李景勳·雷煥庭建築師；而設計建築師則為 Integrated Design Associates(IDA) , IDA 公司的創辦人徐騰表示，外牆採用玻璃幕牆設計，以流綫形金屬鋁板，並採用香檳色及淺灰色設計，以營造出暗影效果。此項目由於涉及複雜建築技術，例如在室內多功能場館上的長間距結構上建造泳池等，加上每戶均設環保露台，故成本較一般樓盤高，實用面積建築成本每呎達至6,000餘元。為集團旗下建築成本最貴的新盤。
項目分為1A及1B座。單位以一、兩房為主，但面積將較一般單位大，如一房戶面積約300至400呎。此外，項目另設開放式、兩房連儲物室及特色戶，面積介乎293至1,805平方呎。開放式單位已經全部售罄。
10個複式連平台單位設於6樓及7樓，實用面積由881至1,805平方呎，平台面積介乎131至490平方呎。

## 住客會所
星級會所MacPherson Club House位於5樓，佔地逾1萬平方呎，設20多項設施，當中包括約30米長的戶外園林泳池、宴會廳、健身室、瑜伽房、桑拿房、蒸氣房、休閒雅座等。

## 商場

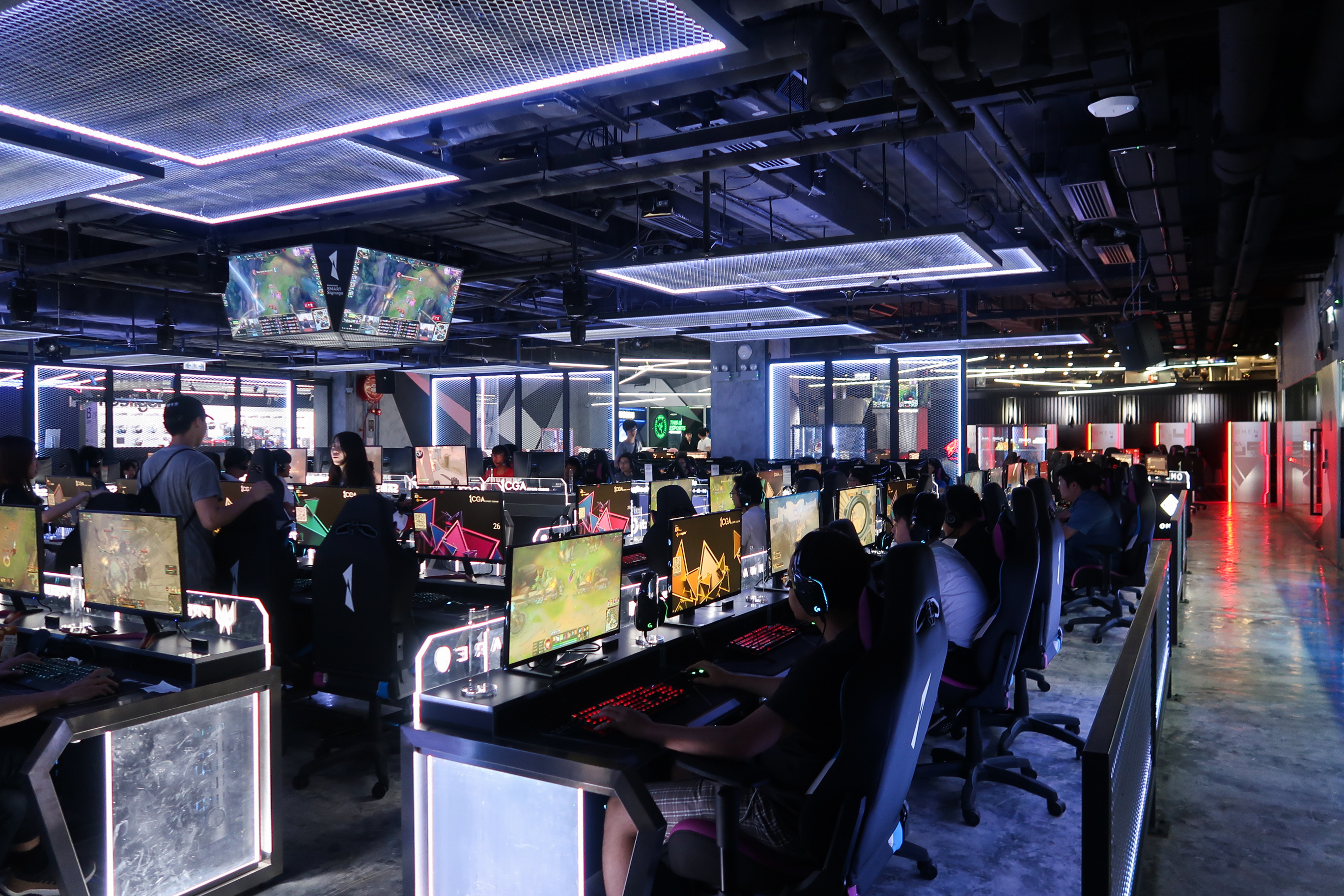
2019年1月開幕的CGA eSports Stadium為亞洲最大綜合電競館，到2023年1月30日結業

商場位於地下及地庫，佔地約25,000方呎，共由兩層組成，整個商場早前已經獲一間銷售國際運動品牌的商戶租用作為旗鑑店。唯到2014年8月改為允記集團旗下的WKXL旗艦店，場內分八大區域，包括足球、籃球、跑步、戶外、兒童、網球、高爾夫、Intime及Main Court展覽場地，到2018年3月結業。原址到2019年1月改為亞洲最大綜合電競館 CGA eSports Stadium，設六大主題專區，共有150部電競電腦，可容納80人同時進行「吃雞」比賽。到2019年，電競產品零售區全部改為設100台夾公仔的場地 CatchUp，並引起不少人批評營運者並未無「推動電競」，反而是「層壓式推銷手法」。電競館到2023年1月30日結業。原址由茲曼尼梳化生產及零售商歐達家具以月租50萬元租用。

## 停車場
停車場位地庫，設6個車位（住客：5、傷健人仕：1）

## 公共設施
基座設1,900座位的室內運動場館麥花臣場館及青少年中心。

## 外部連結
- 麥花臣匯官方網頁 （页面存档备份，存于）

22°19′08″N 114°10′22″E / 22.318816°N 114.172851°E